# Christian Alexander
Christian Alexander (* 14. April 1990 in Athen, Griechenland als Christian Ivanov Ivanov) ist ein bulgarisch-amerikanischer Schauspieler.

## Leben
Er wurde am 14. April 1990 als Sohn bulgarischer Eltern in Athen geboren und zog später mit ihnen nach Amerika. Dort besuchte er die Beverly Hills High School. In seiner Jugend nahm er an Turnwettbewerben teil, bevor er sich der Schauspielerei zuwendete. Zwischen 2006 und 2009 war er in einigen Fernsehserien wie Zack & Cody an Bord, Zoey 101, Grey’s Anatomy, Lincoln Heights und Medium – Nichts bleibt verborgen in Gastauftritten zu sehen. 2009 hatte er einen dreiteiligen Handlungsbogen in der kurzlebigen Fernsehserie Eastwick.
Seine bis dahin bekannteste Rolle war die des Kiefer Bauer in der ABC-Seifenoper General Hospital, in der er vom 10. Juni 2009 bis zum 2. Juni 2010 zu sehen war. Nach dem Ausstieg aus der Serie wurde er für die Fernsehserie The Lying Game engagiert, in der er von 2011 bis 2013 die Rolle des Thayer Rybak spielte.

## Filmografie (Auswahl)
- 2006: Zoey 101 (Fernsehserie, Episode 2x06)
- 2007: Medium – Nichts bleibt verborgen (Medium, Fernsehserie, Episode 3x08)
- 2008: Grey’s Anatomy (Fernsehserie, 2 Episoden)
- 2008: Lincoln Heights (Fernsehserie, Episode 3x02)
- 2008: Zack & Cody an Bord (The Suite Life on Deck, Fernsehserie, Episode 1x03)
- 2009: Eastwick (Fernsehserie, 3 Episoden)
- 2009–2010: General Hospital (Seifenoper)
- 2010: Almost Kings
- 2011: Keeping Up with the Randalls (Fernsehfilm)
- 2011–2013: The Lying Game (Fernsehserie, 29 Episoden)